# Atletisme als Jocs Olímpics d'Estiu de 1912 - 100 metres masculins
Els 100 metres masculins van ser una de les proves del programa d'atletisme disputades durant els Jocs Olímpics d'Estocolm de 1912. La prova es va disputar en dos dies i hi van prendre part 70 atletes de 22 nacions diferents. Les sèries i la semifinal es disputà el dissabte 6 de juliol, i la final el diumenge 7 de juliol.

## Medallistes
| Or                | Plata             | Bronze                  |
| Ralph Craig (EUA) | Alvah Meyer (EUA) | Donald Lippincott (EUA) |

## Rècords
Aquests eren els rècords del món i olímpic que hi havia abans de la celebració dels Jocs Olímpics de 1912.
| Rècord del Món | 10.5(*)  | Emil Ketterer    | Karlsruhe (GER)    | 9 de juliol de 1911  |
| Rècord del Món | 10.5(*)  | Richard Rau      | Braunschweig (GER) | 13 d'agost de 1911   |
| Rècord del Món | 10.5(*)  | Richard Rau      | Múnic (GER)        | 12 de maig de 1912   |
| Rècord del Món | 10.5(*)  | Erwin Kern       | Múnic (GER)        | 26 de maig de 1912   |
| Rècord Olímpic | 10.8     | Frank Jarvis     | París (FRA)        | 14 de juliol de 1900 |
| Rècord Olímpic | 10.8     | Walter Tewksbury | París (FRA)        | 14 de juliol de 1900 |
| Rècord Olímpic | 10.8     | James Rector     | Londres (GBR)      | 20 de juliol de 1908 |
| Rècord Olímpic | 10.8(**) | Reggie Walker    | Londres (GBR)      | 21 de juliol de 1908 |
| Rècord Olímpic | 10.8     | James Rector     | Londres (GBR)      | 21 de juliol de 1908 |
| Rècord Olímpic | 10.8     | Reggie Walker    | Londres (GBR)      | 22 de juliol de 1908 |

(*) No oficial
(**) El temps real fou de 10.7, però arrodonit fins al cinquè més proper d'acord amb la normativa vigent aleshores. Això va fer que el temps final fos de 104⁄5.
El rècord olímpic dels 100 metres fou igualat pel britànic David Jacobs en la 10a sèrie, abans de ser millorat per l'estatunidenc Donald Lippincott amb un temps de 10,6 segons en la 16a. Aquest temps va ser el que es va prendre en consideració a l'hora d'establir el primer rècord mundial oficial dels 100 metres. Tres corredors, entre ells el mateix Lippincott, van córrer la semifinal en 10,7", però el nou rècord de 10,6" o fou superat.

## Resultats

### Sèries
Totes les sèries es van disputar el dissabte 6 de juliol de 1912.
Sèrie 1
| Posició | Atleta               | Temps | Qual. |
| ------- | -------------------- | ----- | ----- |
| 1       | Charles Luther (SWE) | 12.8  | QS    |

Sèrie 2
| Posició | Atleta             | Temps | Qual. |
| ------- | ------------------ | ----- | ----- |
| 1       | Ivan Möller (SWE)  | 11.5  | QS    |
| 2       | Pál Szalay (HUN)   |       | QS    |
| 3       | Rudolf Rauch (AUT) |       |       |

Sèrie 3
| Posició | Atleta                 | Temps | Qual. |
| ------- | ---------------------- | ----- | ----- |
| 1       | Ira Courtney (EUA)     | 11.2  | QS    |
| 2       | István Jankovich (HUN) |       | QS    |
| 3       | Pierre Failliot (FRA)  |       |       |
| 4       | Henry Blakeney (GBR)   |       |       |
| 5       | Ladislav Jiránek (BOH) |       |       |
| 6       | Pablo Eitel (CHI)      |       |       |

Sèrie 4
| Posició | Atleta              | Temps | Qual. |
| ------- | ------------------- | ----- | ----- |
| 1       | Richard Rice (GBR)  | 11.4  | QS    |
| 2       | Rolf Smedmark (SWE) |       | QS    |

Sèrie 5
| Posició | Atleta               | Temps | Qual. |
| ------- | -------------------- | ----- | ----- |
| 1       | Victor d'Arcy (GBR)  | 11.2  | QS    |
| 2       | Reuben Povey (RSA)   |       | QS    |
| 3       | António Stromp (POR) |       |       |

Sèrie 6
| Posició | Atleta                          | Temps | Qual. |
| ------- | ------------------------------- | ----- | ----- |
| 1       | Richard Rau (GER)               | 11.5  | QS    |
| 2       | Vilmos Rácz (HUN)               |       | QS    |
| 3       | Ture Person (SWE)               |       |       |
| 4       | Robert Schurrer (FRA)           |       |       |
| 5       | Dimitrios Triantafyllakos (GRE) |       |       |
| 6       | Leopolds Lēvenšteins (RUS)      |       |       |

Sèrie 7
| Posició | Atleta                | Temps | Qual. |
| ------- | --------------------- | ----- | ----- |
| 1       | William Stewart (ANZ) | 11.0  | QS    |
| 2       | Léon Aelter (BEL)     |       | QS    |
| 3       | Charles Lelong (FRA)  |       |       |
| 4       | Jan Grijseels (NED)   |       |       |
| 5       | Richard Schwarz (RUS) |       |       |

Sèrie 8
| Posició | Atleta                | Temps | Qual. |
| ------- | --------------------- | ----- | ----- |
| 1       | Knut Lindberg (SWE)   | 11.6  | QS    |
| 2       | Bedřich Vygoda (BOH)  | 11.6  | QS    |
| 3       | Dušan Milošević (SRB) | 11.6  |       |
| 4       | Jón Halldórsson (ISL) | 12.1  |       |

Sèrie 9
| Posició | Atleta              | Temps | Qual. |
| ------- | ------------------- | ----- | ----- |
| 1       | Alvah Meyer (EUA)   | 11.6  | QS    |
| 2       | Franco Giongo (ITA) |       | QS    |
| 3       | Robert Duncan (GBR) |       |       |
| 4       | Georges Rolot (FRA) |       |       |

Sèrie 10
| Posició | Atleta                    | Temps    | Qual. |
| ------- | ------------------------- | -------- | ----- |
| 1       | David Jacobs (GBR)        | 10.8 =OR | QS    |
| 2       | Clement Wilson (EUA)      |          | QS    |
| 3       | Marius Delaby (FRA)       |          |       |
| 4       | Herman Sotaaen (NOR)      |          |       |
| 5       | Václav Labík-Gregan (BOH) |          |       |

Sèrie 11
| Posició | Atleta                | Temps | Qual. |
| ------- | --------------------- | ----- | ----- |
| 1       | Frank Belote (EUA)    | 11.0  | QS    |
| 2       | René Mourlon (FRA)    |       | QS    |
| 3       | Henry Macintosh (GBR) |       |       |
| 4       | Harry Beasley (CAN)   |       |       |

Sèrie 12
| Posició | Atleta                   | Temps | Qual. |
| ------- | ------------------------ | ----- | ----- |
| 1       | Peter Gerhardt (EUA)     | 11.2  | QS    |
| 2       | Frank Lukeman (CAN)      |       | QS    |
| 3       | Fritz Weinzinger (AUT)   |       |       |
| 4       | Alexander Pedersen (NOR) |       |       |
| 5       | Duncan Macmillan (GBR)   |       |       |

Sèrie 13
| Posició | Atleta                | Temps | Qual. |
| ------- | --------------------- | ----- | ----- |
| 1       | John Howard (CAN)     | 11.0  | QS    |
| 2       | George Patching (RSA  |       | QS    |
| 3       | Harold Heiland (EUA)  |       |       |
| 4       | Pavel Shtiglits (RUS) |       |       |
| —       | Emil Ketterer (GER)   | DNF   |       |

Sèrie 14
| Posició | Atleta                 | Temps | Qual. |
| ------- | ---------------------- | ----- | ----- |
| 1       | Arthur Anderson (GBR)  | 11.0  | QS    |
| 2       | Rupert Thomas (EUA)    |       | QS    |
| 3       | Frank McConnell (CAN)  |       |       |
| 4       | Skotte Jacobsson (SWE) |       |       |

Sèrie 15
| Posició | Atleta                | Temps | Qual. |
| ------- | --------------------- | ----- | ----- |
| 1       | Howard Drew (EUA)     | 11.0  | QS    |
| 2       | Erwin Kern (GER)      |       | QS    |
| 3       | Julien Boullery (FRA) |       |       |
| —       | James Barker (GBR)    | DNF   |       |

Sèrie 16
| Posició | Atleta                    | Temps   | Qual. |
| ------- | ------------------------- | ------- | ----- |
| 1       | Donald Lippincott (EUA)   | 10.6 WR | QS    |
| 2       | Willie Applegarth (GBR)   |         | QS    |
| 3       | Max Herrmann (GER)        |         |       |
| 4       | Ervin Szerelemhegyi (HUN) |         |       |
| 5       | Yahiko Mishima (JPN)      |         |       |

Sèrie 17
| Posició | Atleta                | Temps | Qual. |
| ------- | --------------------- | ----- | ----- |
| 1       | Ralph Craig (EUA)     | 11.2  | QS    |
| 2       | Ferenc Szobota (HUN)  |       | QS    |
| 3       | Ragnar Ekberg (SWE)   |       |       |
| 4       | Fritz Fleischer (AUT) |       |       |

### Semifinals
Totes les semifinals es van disputar el dissabte 6 de juliol de 1912.

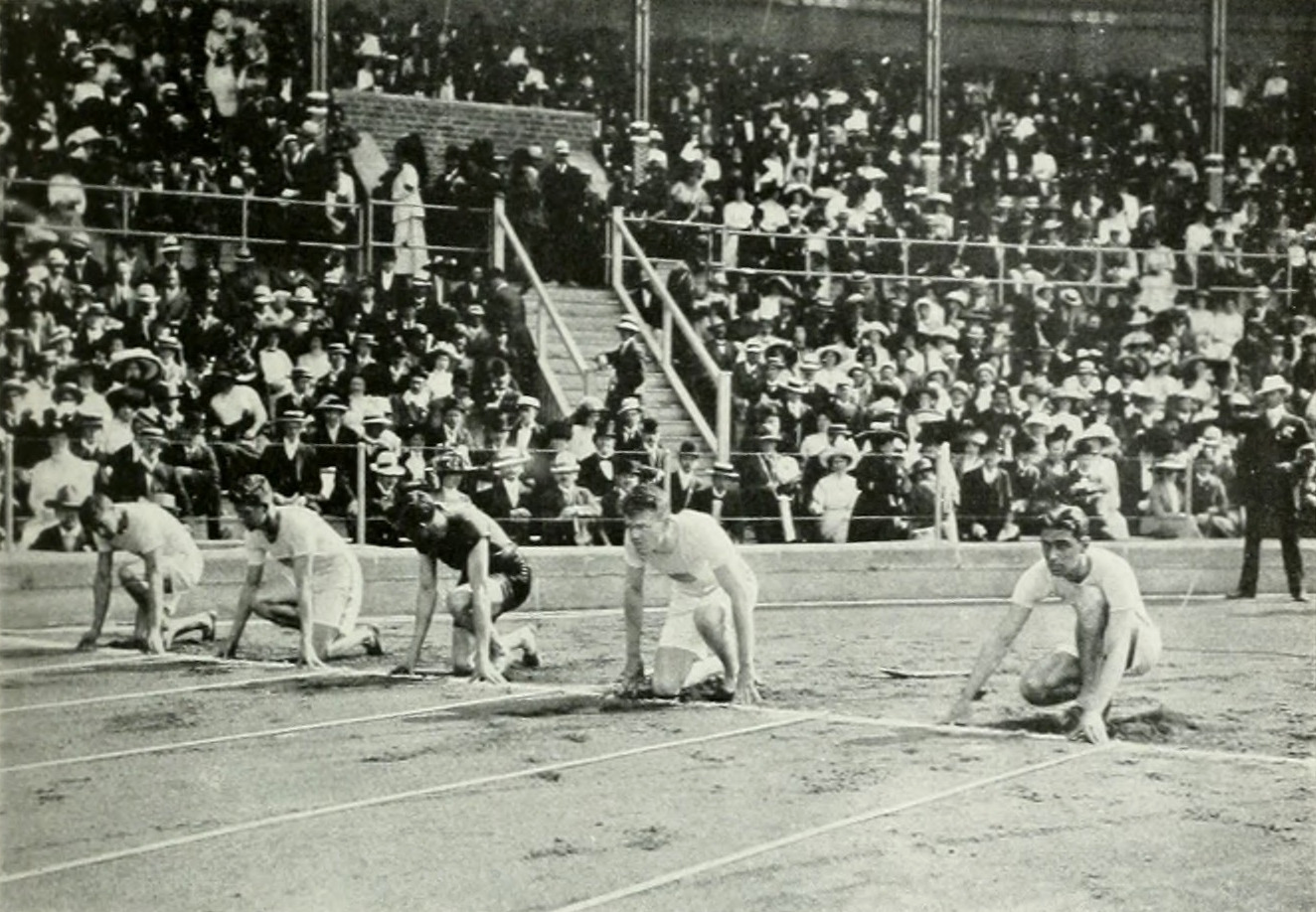
Inici de la final.

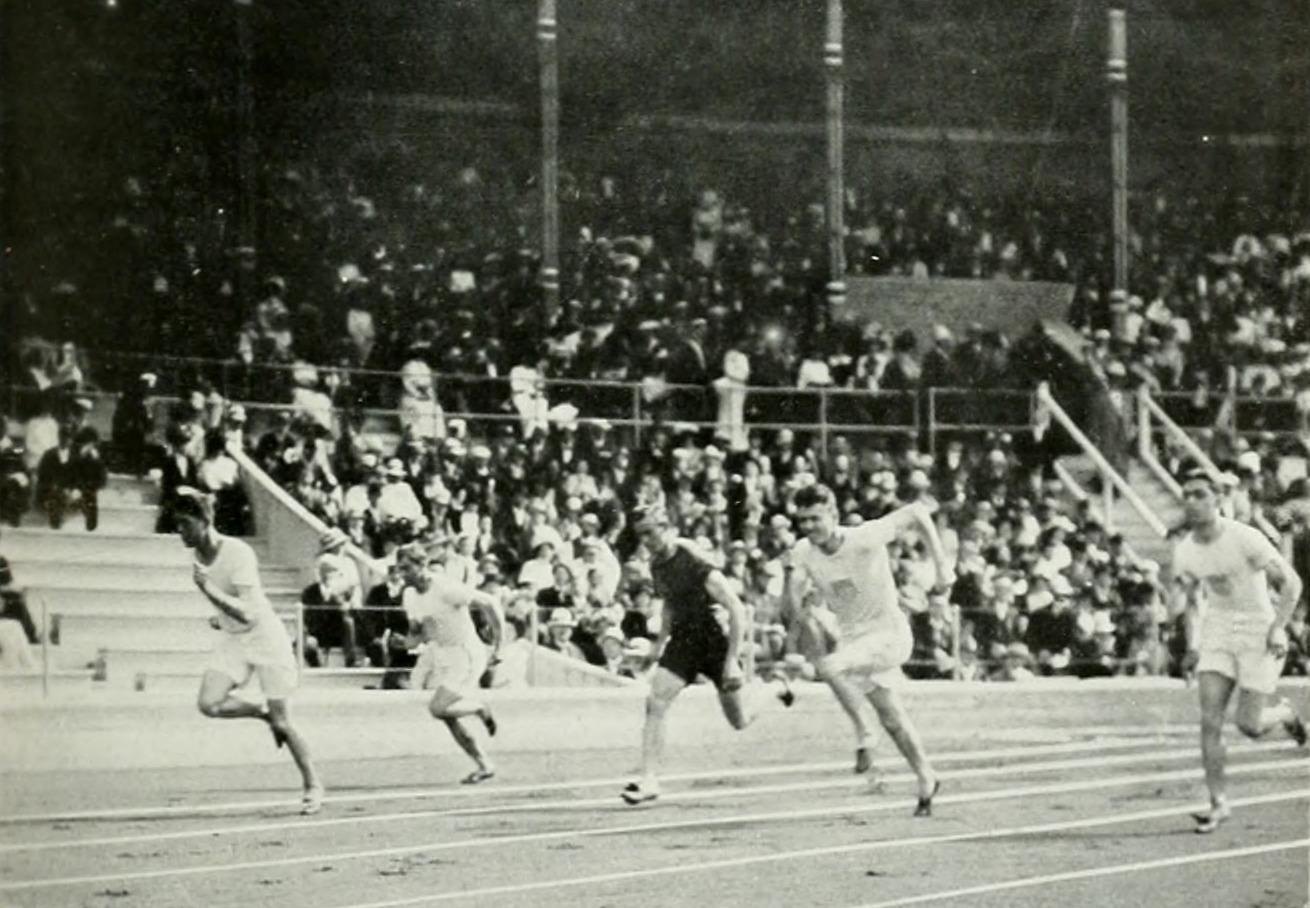
Poc després de prendre la sortida.

Semifinal 1
| Posició | Atleta               | Temps | Qual. |
| ------- | -------------------- | ----- | ----- |
| 1       | Howard Drew (EUA)    | 11.0  | QF    |
| 2       | Ira Courtney (EUA)   |       |       |
| 3       | Peter Gerhardt (EUA) |       |       |
| 4       | Charles Luther (SWE) |       |       |
| 5       | Erwin Kern (GER)     |       |       |
| 6       | Vilmos Rácz (HUN)    |       |       |

Semifinal 2
| Posició | Atleta               | Temps | Qual. |
| ------- | -------------------- | ----- | ----- |
| 1       | George Patching (RSA | 10.9  | QF    |
| 2       | Knut Lindberg (SWE)  |       |       |
| 3       | Richard Rice (GBR)   |       |       |
| 4       | Franco Giongo (ITA)  |       |       |
| 5       | Léon Aelter (BEL)    |       |       |

Semifinal 3
| Posició | Atleta              | Temps | Qual. |
| ------- | ------------------- | ----- | ----- |
| 1       | Alvah Meyer (EUA)   | 10.7  | QF    |
| 2       | David Jacobs (GBR)  |       |       |
| 3       | Frank Lukeman (CAN) |       |       |
| 4       | Pál Szalay (HUN)    |       |       |
| —       | Rolf Smedmark (SWE) | DNF   |       |

Semifinal 4
| Posició | Atleta                 | Temps | Qual. |
| ------- | ---------------------- | ----- | ----- |
| 1       | Ralph Craig (EUA)      | 10.7  | QF    |
| 2       | Richard Rau (GER)      | 10.9  |       |
| 3       | William Stewart (ANZ)  |       |       |
| 4       | István Jankovich (HUN) |       |       |
| 5       | René Mourlon (FRA)     |       |       |
| 6       | Ferenc Szobota (HUN)   |       |       |

Semifinal 5
| Posició | Atleta                  | Temps | Qual. |
| ------- | ----------------------- | ----- | ----- |
| 1       | Donald Lippincott (EUA) | 10.7  | QF    |
| 2       | Willie Applegarth (GBR) |       |       |
| 3       | Bedřich Vygoda (BOH)    |       |       |
| 4       | Clement Wilson (EUA)    |       |       |
| 5       | Victor d'Arcy (GBR)     |       |       |
| 6       | John Howard (CAN)       |       |       |

Semifinal 6
| Posició | Atleta                | Temps | Qual. |
| ------- | --------------------- | ----- | ----- |
| 1       | Frank Belote (EUA)    | 11.1  | QF    |
| 2       | Reuben Povey (RSA)    |       |       |
| 3       | Rupert Thomas (EUA)   |       |       |
| 4       | Ivan Möller (SWE)     |       |       |
| 5       | Arthur Anderson (GBR) |       |       |

### Final
La final es disputà el diumenge 7 de juliol de 1912. Drew no pogué prendre la sortida per culpa d'una lesió patida durant la semifinal.
L'informe oficial determina dona a Ralph Craig un temps de 104⁄5, amb Alvah Meyer 60 cm rere seu i Donald Lippincott 15& cm darrere Meyer.
| Posició | Atleta                  | Temps |
| ------- | ----------------------- | ----- |
| 1       | Ralph Craig (EUA)       | 10.8  |
| 2       | Alvah Meyer (EUA)       | 10.9  |
| 3       | Donald Lippincott (EUA) | 10.9  |
| 4.      | George Patching (RSA}   | 11.0  |
| 5.      | Frank Belote (EUA)      | 11.0  |
| —       | Howard Drew (EUA)       | DNS   |